# Tolumnia quadriloba
Tolumnia quadriloba là một loài thực vật có hoa trong họ Lan. Loài này được (C.Schweinf.) Braem miêu tả khoa học đầu tiên năm 1986.